# Communauté de communes du Saosnois
La communauté de communes du Saosnois est une ancienne communauté de communes française, située dans les départements de la Sarthe et de l'Orne et les régions Pays de la Loire et Normandie.

## Histoire
La communauté de communes du Saosnois est née le 26 décembre 1994, par arrêté préfectoral. Elle est issue de la transformation du syndicat à la carte, le SIPAEC du Saosnois. Initialement composée de seize communes, elle est successivement passée de vingt-deux communes au 1er janvier 1996, à 23 au 1er janvier 1997, à vingt-quatre au 1er janvier 2001 avec l'adhésion d'une commune ornaise et à vingt-cinq communes le 1er janvier 2003 avec Suré, deuxième commune de l'Orne adhérant à la communauté de communes du Saosnois.
La communauté de communes du Saosnois se composait de 13 502 habitants, répartis sur vingt-cinq communes.
Dans le cadre de la loi Voynet d'orientation pour l'aménagement et le développement durable du territoire de juin 1999, la communauté de communes du Saosnois a fait le choix d'adhérer au pays d'Alençon, en juin 2000. Cette fusion interdépartementale est née de la cohérence économique au sein d'un réel bassin de vie.
Le 1er janvier 2015, la communauté devait fusionner avec la communauté de communes du Massif de Perseigne pour former la communauté de communes du Massif de Perseigne et du Saosnois. Mais à la suite de la création de la commune nouvelle de Villeneuve-en-Perseigne en remplacement de la communauté de communes du Massif de Perseigne, l'arrêté préfectoral est devenu caduc.
Elle fusionne finalement au 1er janvier 2017 avec la communauté de communes Maine 301 et la communauté de communes du Pays marollais pour former la communauté de communes Maine Saosnois.

## Composition
La communauté de communes regroupait vingt-cinq communes (vingt-trois communes du canton de Mamers et deux du canton de Ceton, dans le département de l'Orne) :
| Nom                     | Code Insee | Gentilé        | Superficie (km2) | Population (dernière pop. légale) | Densité (hab./km2) |
| ----------------------- | ---------- | -------------- | ---------------- | --------------------------------- | ------------------ |
| Mamers (siège)          | 72180      | Mamertins      | 5,05             | 5 333 (2014)                      | 1 056              |
| Aillières-Beauvoir      | 72002      |                | 15,07            | 217 (2014)                        | 14                 |
| Les Aulneaux            | 72015      | Aulnois        | 8,17             | 118 (2014)                        | 14                 |
| Blèves                  | 72037      | Blévois        | 2,04             | 97 (2014)                         | 48                 |
| Commerveil              | 72086      | Commerveillais | 5,64             | 127 (2014)                        | 23                 |
| Contilly                | 72091      | Contillais     | 12,48            | 140 (2014)                        | 11                 |
| Louvigny                | 72170      |                | 8,71             | 195 (2014)                        | 22                 |
| Louzes                  | 72171      |                | 8,24             | 99 (2014)                         | 12                 |
| Marollette              | 72188      | Marollettins   | 5,70             | 146 (2014)                        | 26                 |
| Les Mées                | 72192      |                | 6,80             | 104 (2014)                        | 15                 |
| Neufchâtel-en-Saosnois  | 72215      | Neufchâtellois | 23,41            | 1 019 (2014)                      | 44                 |
| Origny-le-Roux          | 61319      |                | 14,12            | 269 (2014)                        | 19                 |
| Panon                   | 72227      |                | 2,37             | 43 (2014)                         | 18                 |
| Pizieux                 | 72238      |                | 4,51             | 80 (2014)                         | 18                 |
| Saint-Calez-en-Saosnois | 72270      | Caléziens      | 7,19             | 160 (2014)                        | 22                 |
| Saint-Cosme-en-Vairais  | 72276      | Cosméens       | 32,63            | 1 994 (2014)                      | 61                 |
| Saint-Longis            | 72295      | Longoniens     | 11,22            | 517 (2014)                        | 46                 |
| Saint-Pierre-des-Ormes  | 72313      | Pétriormois    | 10,12            | 227 (2014)                        | 22                 |
| Saint-Rémy-des-Monts    | 72316      | Rémy-Montais   | 10,12            | 681 (2014)                        | 67                 |
| Saint-Rémy-du-Val       | 72317      | Valois         | 16,54            | 545 (2014)                        | 33                 |
| Saint-Vincent-des-Prés  | 72324      |                | 10,51            | 519 (2014)                        | 49                 |
| Saosnes                 | 72326      | Sagonentiens   | 11,25            | 220 (2014)                        | 20                 |
| Suré                    | 61476      | Suréens        | 17,44            | 273 (2014)                        | 16                 |
| Vezot                   | 72372      | Vezotins       | 6,35             | 69 (2014)                         | 11                 |
| Villaines-la-Carelle    | 72374      | Villainois     | 14,70            | 162 (2014)                        | 11                 |

## Administration
| Période                                  | Période       | Identité             | Étiquette | Qualité                                           |
| ---------------------------------------- | ------------- | -------------------- | --------- | ------------------------------------------------- |
| 1995                                     | avril 2014    | Jean-Pierre Chauveau | UMP       | Sénateur, conseiller général, maire de Commerveil |
| avril 2014                               | avril 2016    | Jean Mulot           |           | Agriculteur, maire de Pizieux                     |
| avril 2016                               | décembre 2016 | Frédéric Beauchef    | LR        | Juriste, maire de Mamers                          |
| Les données manquantes sont à compléter. |               |                      |           |                                                   |